# Educació sexual

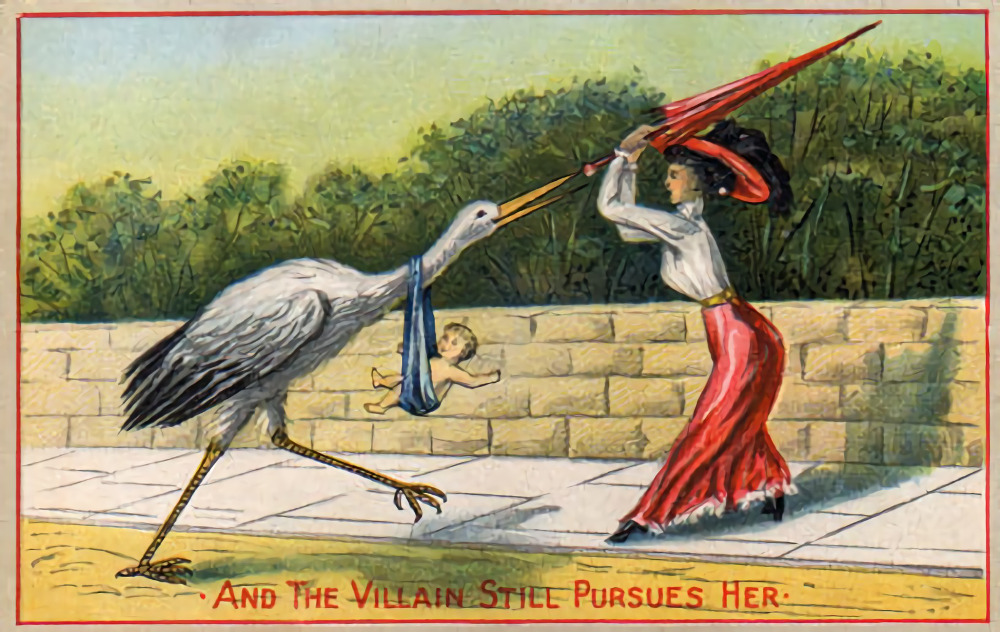
"I el dolent la continua seguint", postal de principis del segle XX

L'educació sexual és l'educació sobre la sexualitat humana, l'aparell reproductor femení i el masculí, l'orientació sexual, les relacions sexuals, la reproducció i altres aspectes de la sexualitat humana.
Definir la sexualitat humana des de perspectiva científica i descriure-la únicament des d'un punt de vista genètic, hormonal, fisiològic, anatòmic, psicològic, social, legal, etc., és científicament interessant, però resulta insuficient per a entendre-la en la seua totalitat.
Entre els factors que influeixen en la conducta sexual es troben: el condicionament biològic, que ve definit per la dotació genètica i hormonal que determina una configuració física i certs patrons de conducta; factors educacionals; factors culturals, principalment els quals tenen a veure amb la moral i la religió; i factors psicològics, que contenen totes les pors, preocupacions i tabús relacionats amb la sexualitat, encara que tots els estats psicològics influeixen en aquesta.

## Sexualitat i genitalitat

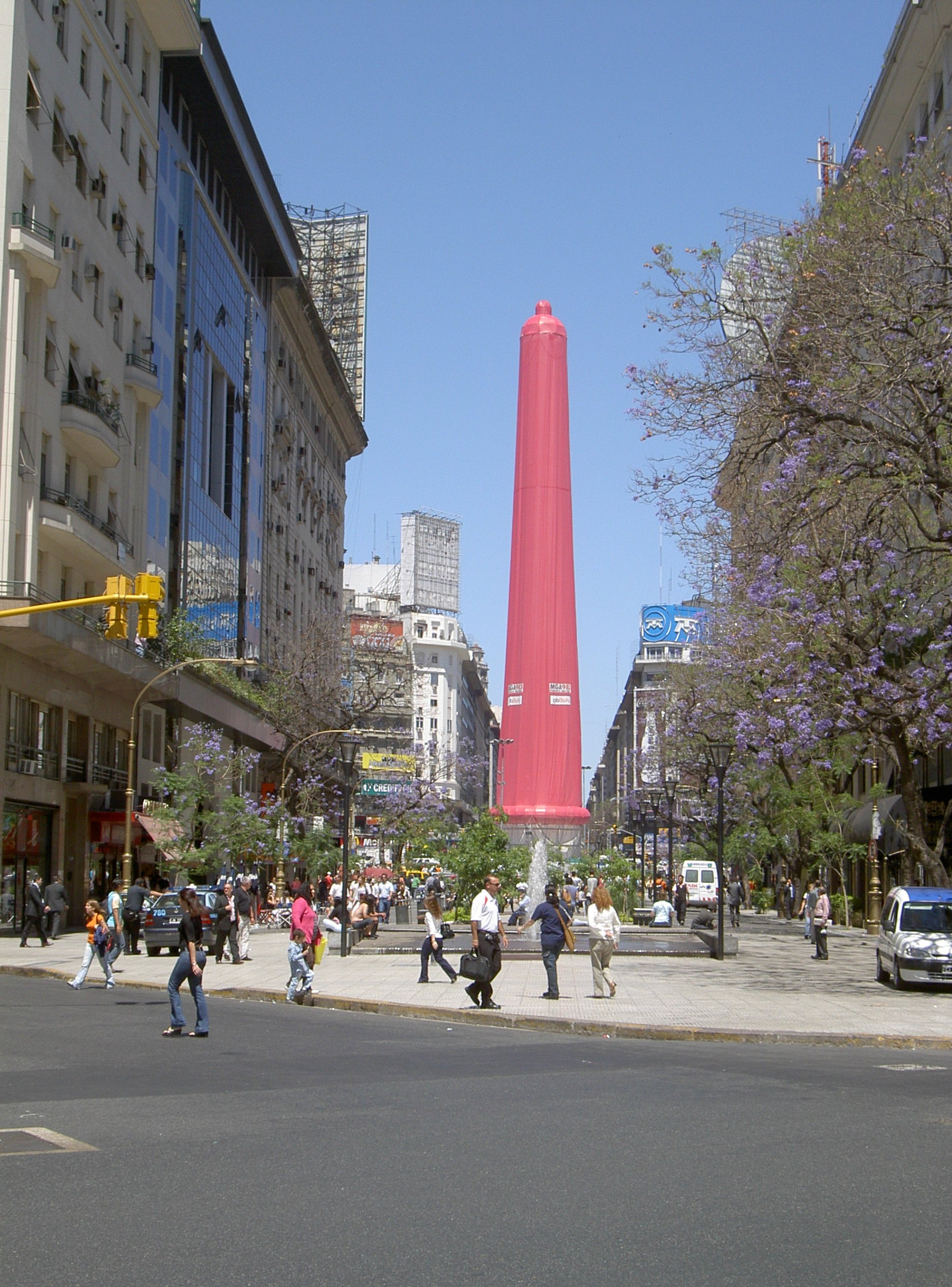
Un condó de 67 metres a l'Obelisc de Buenos Aires (Argentina), instal·lat per commemorar el dia Internacional de la Sida

En aquesta societat se solen confondre el significat d'aquests termes, i sovint es redueix la sexualitat a genitalitat. La genitalitat solament és una part de la sexualitat, encara que segueix sent important. Una mica semblant ocorre amb la simplificació del concepte sexualitat, limitant-lo a la copulació i inseminació. D'açò deriva la negació d'alguns dels pares que els seus fills reben educació sexual en l'escola. La sexualitat té una sèrie de components bàsics que són imprescindibles per a entendre-la. Segons Ferran Ferrer aquests so: un component psicològic, un component afectiu i un component genital.

## Educadors sexuals i medis
Segons una parella de psiquiatres catòlics, les millors fonts d'educació sexual solen ser els pares, els programes escolars o les campanyes de salut pública. Els xiquets que no reben informació adequada d'aquestes fonts freqüentment omplen aqueix buit amb consells que escolten dels seus amics i de la televisió.

## Desenvolupament sociosexual

### De 0 a 1 anys
La sexualitat en un nadó nounat, està molt vinculat a la relació amb els seus pares.
S'experimenta amb les cures i les carícies dels seus progenitors. A través d'ells es creen llaços afectius que seran necessaris per al desenvolupament social i sexual d'aquests nadons.

### D'1 a 3 anys i mig
En la segona etapa, el xiquet té un estret vincle amb la seua família, açò fa que el seu pensament es vaja enriquint.
En aquesta etapa s'oposen a les regles que imposen els seus pares, com una forma d'afermar la seua independència.
En aquesta etapa s'experimenten més sensacions de plaer al controlar els esfínters i a evacuar, amb el que comencen a conèixer el seu cos, el que necessiten i el que li produeix plaure.

### De 3 anys i mig a 6 anys
En la tercera etapa, es caracteritza per l'exploració del món, tant a nivell físic com social, amb el que reforcen els vincles amb la seua família i amics. Per això, comencen a descobrir la seua sexualitat i ens trobem amb el període d'enamorament del pare del sexe oposat "complex d'Èdip" i "complex d'Electra".
D'altra banda s'aprenen a relacionar-se amb uns altres i a assajar els seus rols socials així com a identificar el seu propi sexe.
És important que els pares no coaccionen les conductes que puguen ser del sexe oposat.

### De 6 a 9 anys
En l'etapa quarta, comencen el creixement físic va equilibrant-se amb el desenvolupament afectiu, permetent que sorgisca l'interès de conèixer i saber sobre el món i els seus fenòmens. De la mateixa manera, és fonamental el reconeixement de les persones del seu entorn cap a ells, i com afecta açò a la concepció de la seua pròpia imatge.
L'interès sexual se centra en el coneixement del cos i dels òrgans sexuals.
Els jocs sexuals, mixts o entre membres del mateix sexe, formen part d'aquesta etapa i són un element clau per a la formació de la identitat sexual.
Els valors de la societat i de la família sobre la sexualitat influeixen molt en aquesta etapa.

### De 10 a 14 anys
Les hormones sexuals s'activen en aquesta etapa, aquestes són les quals determinaren els canvis físics i psicològics propis de la pubertat, el pas de la infantesa a la adultesa. La consideració i l'assoliment pràctic de maduresa psicològica i independència social és cultural i depèn de cada societat.

### Preadolescència
En aquesta etapa s'arriba a la maduresa biològica, psicològica i social. En aquest període el preadolescent experimenta emocions contradictòries. D'una banda encara no ha abandonat la seua part de xiquet, però experimenta al seu torn sensacions pròpies d'adult.

### Adolescència
En aquest període, la recerca d'una identitat pròpia és la tasca central. Es creen conflictes i inseguretats. Els conflictes amb els pares són nombrosos, ja que solen pressionar-lo i espentar-lo a prendre decisions segons les seues definicions. Es creen amistats sòlides i comencen a establir relacions de parella.

### Adultesa
L'educació sexual no és únicament destinada a infants i adolescents sinó que també existeix l'educació sexual per a adults.

## Drets sexuals
Declaració del 13è Congrés Mundial de Sexologia, 1997 Ciutat de València, València. Revisada i aprovada per l'Assemblea General de l'Associació de Sexologia, era, 26 d'agost de 1999, en el 140è Congrés Mundial de Sexologia, Hong Kong.
1. El dret a la llibertat sexual.
2. El dret a l'autonomia sexual, integritat sexual i seguretat del cos sexual.
3. El dret a la privadesa sexual.
4. El dret a l'equitat sexual.
5. El dret al plaer sexual.
6. El dret a l'expressió sexual emocional.
7. El dret a la lliure associació sexual.
8. El dret a prendre decisions reproductives, lliures i responsables.
9. El dret a la informació basada en coneixement científic.
10. El dret a l'educació sexual comprensiva.
11. El dret a l'atenció clínica de la salut sexual.

## Antropologia i sociologia
La sexualitat humana està caracteritza per la seua heterogeneïtat i complexitat, amb components biològics, socials i psicològics. La valoració i el judici que sobre ella es fa depenen del context històric i cultural que es desenvolupa. Les seues fins i objectes s'allunyen d'aquells naturals i propis del món animal, ja que la sexualitat del ser humà va molt més enllà de la reproducció i el coit, ja que en la seua major part, va dirigida cap a l'obtenció de plaer i a la necessitat de relació, més que a una conducta reproductiva. Es troba des de la infantesa fins a l'edat adulta, significant un àmbit fonamental de realització i satisfacció per a les persones en la trobada amb uns altres i amb si mateix.
En molts països encara se li dona importància a la virginitat femenina, l'educació sexual en les escoles es limita a recalcar l'abstinència com l'únic mètode per a evitar l'embaràs i les malalties de transmissió sexual.

### Ètiques i moralitats
Encara que l'educació sexual s'inclou d'una o altra manera en moltes escoles, segueix sent un tema controvertit en molts països, sobretot sobre que tant i que edat els estudiants deuen ser informats sobre el sexe segur i els mètodes anticonceptius, també si es deuria incloure l'educació moral sobre el tema.

### Religions
L'educació sexual pot incloure maneres crítiques de relacionar les relacions sexuals, de parella, la menstruació i altres aspectes de l'educació sexual amb la seva religió, la dels seus companys i entorn proper i altres opcions religioses, espirituals, tradicionals o ideològiques.

## Opcions sexuals i de gènere
L'educació sexual mostra i ajuda a comprendre les diferents opcions sexuals i de gènere existents a la pròpia societat i en altres, sense imposar-ne ni prohibir-ne cap. A Europa, la determinació i fixació o estancament de les preferències a les pràctiques sexuals ha passat del gènere com a construcció social de l'individu, segons etiquetes considerades limitants pel postmodernisme, a la multideterminació fluida amb proliferació de gèneres i opcions sexuals.

## Relacions físiques i relacions afectives
Dos o més cossos humans es relacionen físicament de moltes maneres, no únicament per mitjà del sexe. Algunes prou conegudes són la violència física i la lactància, però també hi ha maneres de comunicar-se, gaudir, etc. Des d'encaixar la mà a ballar, d'un massatge a pentinar, de fer castells o trobar-se en una cua o una multitud, passant per l'expressió corporal i no verbal, entre moltes d'altres.
L'educació sexual pot ensenyar diferents opcions de relació entre persones, no únicament de parella, i propostes sobre com es pot cuidar als altres i de mostrar i demanar afecte. Les propostes poden proveir i ser investigades pels mateixos estudiants, que les poden compartir i comentar per tal de no ser limitats per l'opció del professorat o dels progenitors.

### Models familiars i de parella
Model familiar occidental tradicional, monogàmia, bigàmia, poligàmia, família monoparental, poliamor, amor romàntic, amor cortés, castedat, etc.

### Educació emocional
Aprendre a identificar les emocions i sentiments, a conéixer la seva utilitat i diferents maneres d'atendre'ls i expressar-los, entre altres coses.

### Violència de gènere
L'educació sexual inclou educació per al respecte dels altres, sobre la pròpia dignitat i saber posar límits, eines per a identificar i prevenir situacions de violència social, domèstica i de gènere, com micromasclismes, abusos, assetjament, relacions no consentides i cosificacions.

## Masturbació
La masturbació és tota activitat eròtica que comporta un acte d'estimació voluntària tenint com a fi arribar a l'orgasme. D'altra banda es troba el petting, l'estimulació manual entre dues persones, la qual, no és considerada com a masturbació.

### Freqüència de la masturbació
Canvia segons l'edat de l'individu, per exemple, els xiquets de 4 a 5 anys exploren i descobreixen el cos el que condueix sovint a la masturbació inquietant als pares que acaben per anar al pediatre que els tranquil·litza. En l'adolescència la freqüència màxima pot arribar a diverses vegades al dia per a xics i 3 o 4 vegades per setmana per a les xiques, disminuint amb l'edat. Existeixen períodes en els quals el percentatge augmenta.

### Tècniques de masturbació
Són nombroses en funció dels costums i experiències passades, però generalment, consisteix en l'estimulació directa dels òrgans externs. En l'home com en la dona, el ritme i la pressió de les carícies augmenta amb l'excitació fins a arribar a l'orgasme.
En l'home, la manipulació consisteix a estendre el cos del penis amb les mans i a efectuar moviments bastant vigorosos avant i arrere (cobrint el gland pel prepuci o sense fer-ho). L'estimulació directa del gland del penis i la desocupada
 pot fer-se al principi, però es converteix ràpidament en molt sensible i desagradable quan l'excitació és forta.
En la dona, l'estimulació directa es fa al nivell dels menuts llavis (sobretot interns) i al voltant del clítoris, evitant el gland clitoridi que és també molt sensible quan l'excitació és forta. Els moviments manuals de la dona són molt més lents i suaus que els de l'home. El més comú és que la mà de la dona passada dels menuts llavis a la regió clitoridi i cap a l'entrada de la vagina i l'altra mà pot al mateix temps pressionar el forest de Venus o acariciar les sines (la sola estimulació de les sines és rar que provoque un orgasme). Altres dones utilitzen la tècnica de la pressió en el nivell de la forest de Venus o del baix ventre i al mateix temps contrauen les cuixes i les natges.

## Sexe entre dues o més persones
Sexe i relacions sexuals que impliquen més d'una persona.

## Menstruació
L'educació sexual inclou l'educació, tant a nens com a nenes, dels cicles vitals de la dona pel que fa al sexe i la maternitat, com el cicle menstrual (visibilitat social, mites i creences, higiene, mètodes anticonceptius, etc.), l'alletament, la primera regla i la menopausa. També els canvis fisiològics en nens i nenes durant la pubertat fins a arribar a cossos adults.

## Higiene i sanitat

### Malalties sexuals
L'existència del VIH i el sida ha donat un sentit d'urgència al tema, de fet en moltes nacions africanes, on la sida es considera una epidèmia, l'educació sexual és considerada pels experts com una estratègia vital per a mantenir la salut de la població. Alguns organismes internacionals com Planned Parenthood (Paternitat Planejada) veuen un benefici global gràcies als programes d'educació sexual, en tòpics com el control de la natalitat i la igualtat sexual.

## Biologia
Des d'un punt de vista biològic, l'educació sobre la reproducció descriu el procés en el qual un nou ésser humà naix, incloent la fecundació, el desenvolupament de l'embrió i el fetus, i el naixement del beu. Usualment també inclou temes com les conductes sexuals apropiades, les malalties de transmissió sexual i com evitar-les, i l'ús i funcionament dels diferents mètodes anticonceptius.